# Bosquier-Gavaudan
Jean-Sébastien-Fulchran Bousquier, detto Bosquier-Gavaudan (Nîmes, 20 giugno 1776 – Parigi, 5 agosto 1843), è stato un attore teatrale e commediografo francese.

## Biografia
Bosquier-Gavaudan nacque a Nîmes il 20 giugno 1776.
Membro della famiglia Gavaudan per parte di sua madre, Jeanne-Marie-Émilie, egli era figlio di un produttore di calze di seta della sua città natale.
Iniziò a lavorare come mozzo su navi mercantili, prima di scoprire le sue inclinazioni musicali che lo avvicinarono al teatro come cantante.
Quando venne osservato da un inviato della Compagnia Montansier, aveva già qualche anno di carriera alle spalle, iniziata recitando al teatro di Nîmes e proseguita al Théâtre Molière parigino nel 1798 in Le Diable couleur de rose di Guillaume Lévrier-Champrion, e ricevette nel 1802 l'offerta di andare a recitare al Théâtre des Variétés di Parigi.
La proposta fu accolta favorevolmente da Bosquier-Gavaudan, che restò fedele all'organizzazione Montansier per trent'anni, sposando inoltre una figlia dell'amministratore.
In precedenza dovette partire per l'esercito negli ussari di Chamboran, anche se presto ottenne un permesso speciale come allievo del Conservatorio di Musica.
Nell'arco della sua carriera, Bosquier-Gavaudan si dimostrò un attore versatile, in grado di recitare in tutti i ruoli, brillando soprattutto nelle parti comiche.
Scrisse alcuni vaudevilles, caratterizzati dal buon mestiere, che interpretò lui stesso, dimostrandosi un virtuoso tra i cantanti vaudevilles, e distinguendosi per la sua verve, la sua rotondità, la sua allegria, la sua grazia, il suo gusto e la sua purezza.
Ha condiviso la moda di Brunet e Tiercelin per lungo tempo.
Inoltre compose anche qualche libretto d'opera comica in collaborazione con altri autori.
Bosquier-Gavaudan, dopo aver recitato in commedie per trentasette anni, trentatré dei quali al Théâtre des Variétés, si ritirò nel 1835, all'età di 59 anni, ancora nel pieno delle sue capacità e del suo talento.
Bosquier-Gavaudan aveva sposato una figlia del signor Crétu, ex direttore del Théâtre des Variétés, e della signora Crétu, illustre attrice del teatro Opéra-Comique. Quando lasciò la scena, si trasferì a Batignolles dove aveva acquisito una bella proprietà.
Bosquier-Gavaudan morì a Parigi il 5 agosto 1843.

## Opere
- Cadet-Roussel chez Achmet, commedia in un atto (1804);
- Le Diable en vacance, ou la Suite du diable couleur de rose, opera in un atto, con Martial Aubertin e Marc-Antoine Désaugiers (1805);
- Montbars l'exterminateur ou Les derniers flibustiers, melodramma in tre atti, in prosa, con Aubertin, musica di Alexandre Piccinni (1807);
- Claudinet, ou le Dernier venu en graine, commedia in un atto, in prosa (1808);
- Les Bretteurs, commedia in un atto, in versi, con Théophile Marion Dumersan (1809).